# Wolfmother (álbum)
Wolfmother é o álbum de estreia da banda de hard rock australiana Wolfmother. Todas as quatro músicas somente antes gravadas no Wolfmother EP ("Woman", "White Unicorn", "Dimension" e "Apple Tree") foram pouco alteradas das suas versões originais, regravadas e relacionadas para esse álbum.
A arte da capa deste álbum foi tirada do quadro de Frank Frazetta, The Sea Witch (A Bruxa do Oceano). Outros trabalhos de Frazetta aparecem também no encarte do CD.
O disco vendeu 265,000 cópias nos Estados Unidos, e ganhou "Certificado de Ouro" em fevereiro no Canadá.
A música "Woman" deste álbum aparece nos videogames Guitar Hero II, Tony Hawk's Project 8, MotorStorm, Saints Row 2, Madden NFL 07, e no Major League Baseball 2K7. "Woman" foi também usada nos comerciais do Playstation 3 e Xbox 360. Em 2007, a música ganhou o Grammy Award para Melhor Performance de Hard Rock. A música Joker & the Thief foi colocada na trilha do filme e do jogo eletrônico Jackass, no jogo eletrônico Need for Speed: Carbon, além de aparecer na trilha do filme Se Beber, Não Case e no filme Shrek Terceiro em 2007.

## Faixas
Todas as músicas escritas por Andrew Stockdale, Chris Ross, e Myles Heskett.
1. "Dimension" – 4:21
2. "White Unicorn" – 5:04
3. "Woman" – 2:56
4. "Where Eagles Have Been" – 5:33
5. "Apple Tree" – 3:30
6. "Joker & the Thief" – 4:40
7. "Colossal" – 5:04
8. "Mind's Eye" – 4:54
9. "Pyramid" – 4:28
10. "Witchcraft" – 3:25
11. "Tales From The Forest Of Gnomes" – 3:39
12. "Love Train" – 3:03
13. "Vagabond" – 3:50

## Créditos
- Andrew Stockdale – guitarras, vocais
- Chris Ross – baixo, teclados, órgão, sintetizador
- Myles Heskett – bateria, percussão

## Certificados
| País   | Certificado | Vendas |
| ------ | ----------- | ------ |
| Canadá | Ouro        | 50,000 |

## Paradas

### Álbum
| Ano  | Lista         | Posição |
| ---- | ------------- | ------- |
| 2006 | Billboard 200 | 22      |

### Singles
| Ano  | Single              | Lista              | Posição |
| ---- | ------------------- | ------------------ | ------- |
| 2006 | White Unicorn       | US Mainstream Rock | 29      |
| 2006 | White Unicorn       | US Modern Rock     | 38      |
| 2006 | Woman               | US Mainstream Rock | 7       |
| 2006 | Woman               | US Modern Rock     | 10      |
| 2006 | Joker and the Thief | US Mainstream Rock | 27      |
| 2006 | Joker and the Thief | US Modern Rock     | 31      |